# Флора Колумбии

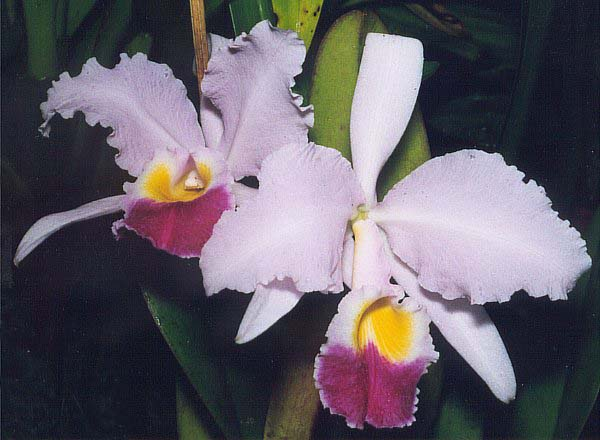
Орхидея Cattleya trianae национальный цветок Колумбии

Флора Колумбии характеризуется высокой биологической вариативностью, с самым высоким уровнем количества видов на единицу площади во всём мире.. В пределах колумбийской территории было описано более 130 тысяч видов растений.

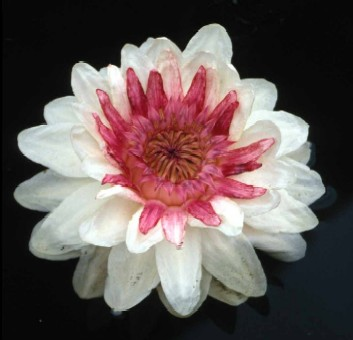
Цветок Victoria cruziana или Victoria regia, произрастающий в бассейне реки Амазонка

## Национальный цветок Колумбии
Национальным цветком Колумбии является орхидея Cattleya trianae, которую назвали в честь колумбийского натуралиста Хосе Херонимо Триана (José Jerónimo Triana). Орхидея была отобрана ботаником Эмилио Робледо (Emilio Robledo) для Колумбийской Академии Истории, чтобы определить самое представительное цветковое растение Колумбии. Он описал её как один из самых красивых цветков в мире и выбрал Cattleya trianae в качестве Национального символа.

## Национальное дерево Колумбии

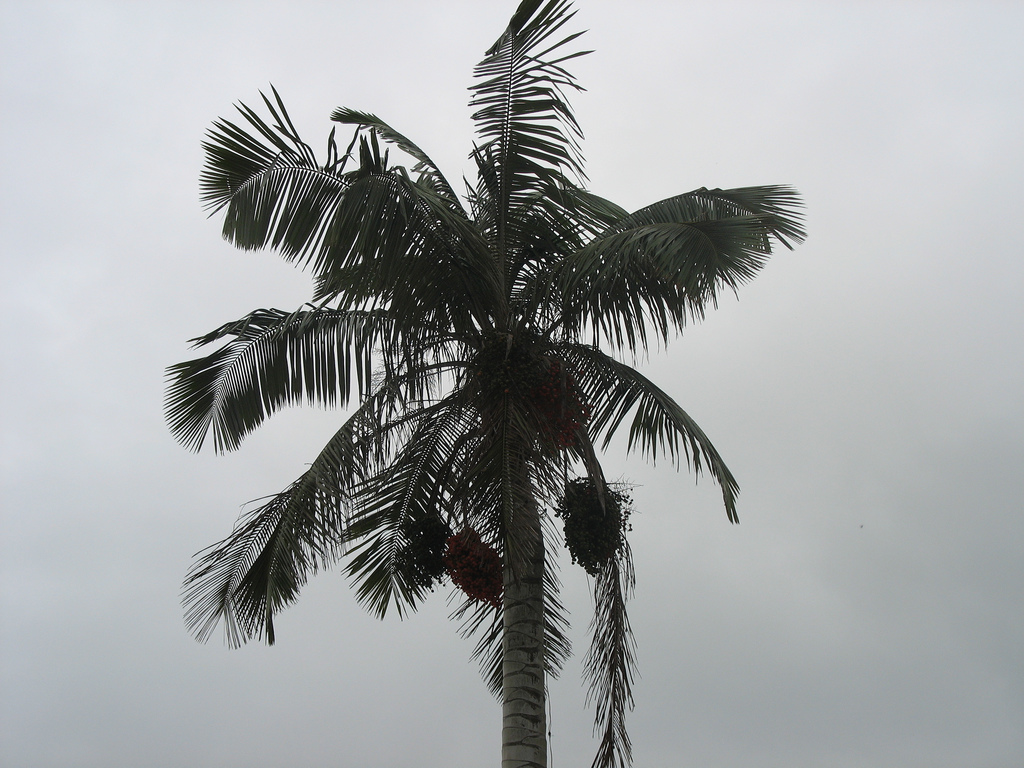
Национальное дерево Колумбии, Ceroxylon quindiuense (Восковая пальма)

Национальное дерево Колумбии — пальма Ceroxylon quindiuense («Киндиойская Восковая Пальма»), которую назвали в честь колумбийского департамента Киндио, где расположена долина Кокора (Cocora) — единственное место произрастания этого растения. Восковая Пальма была отобрана как национальное дерево правительством Белисарио Бетанкура (Belisario Betancur) и стала первым деревом, официально объявленным как охраняемый в Колумбии вид. Ceroxylon quindiuense является единственной пальмой, которая растет на больших высотах и является самым высоким однодольным растением в мире.

## Экорегионы с высоким эндемизмом
Согласно колумбийскому Министерству Окружающей Среды, у нижеперечисленных экорегионов — самый высокий процент ботанических эндемиков:
- Колумбийский бассейн Амазонии
- Речной бассейн Кататумбо (Catatumbo)
- Среднее течении речного бассейна Магдалены
- Тихоокеанское побережье

## Деревья
Многие из колумбийских деревьев — подвергающиеся опасности виды, из-за высокого качества древесины и эксплуатации в промышленности (такие как: колумбийский дуб Quercus humboldtidiana и Колумбийское красное дерево) и как источник дубильных веществ для кожаной промышленности (например, мангровое дерево Weinmannia tormentosa).

## Плодовые деревья Колумбии

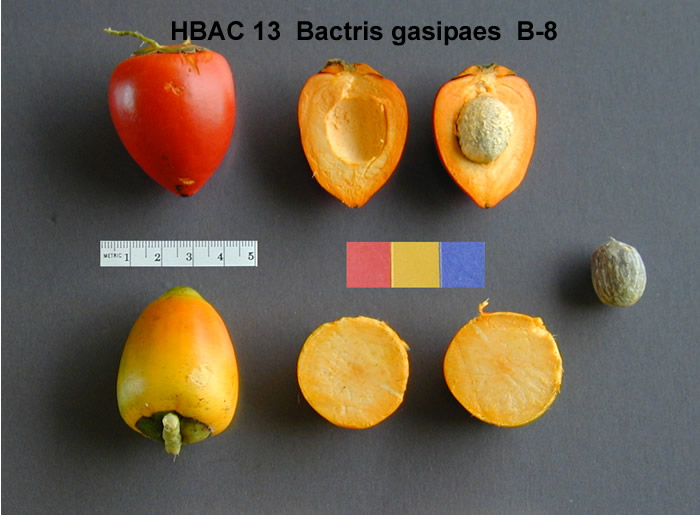
Chontaduro плод (Bactris gasipaes)
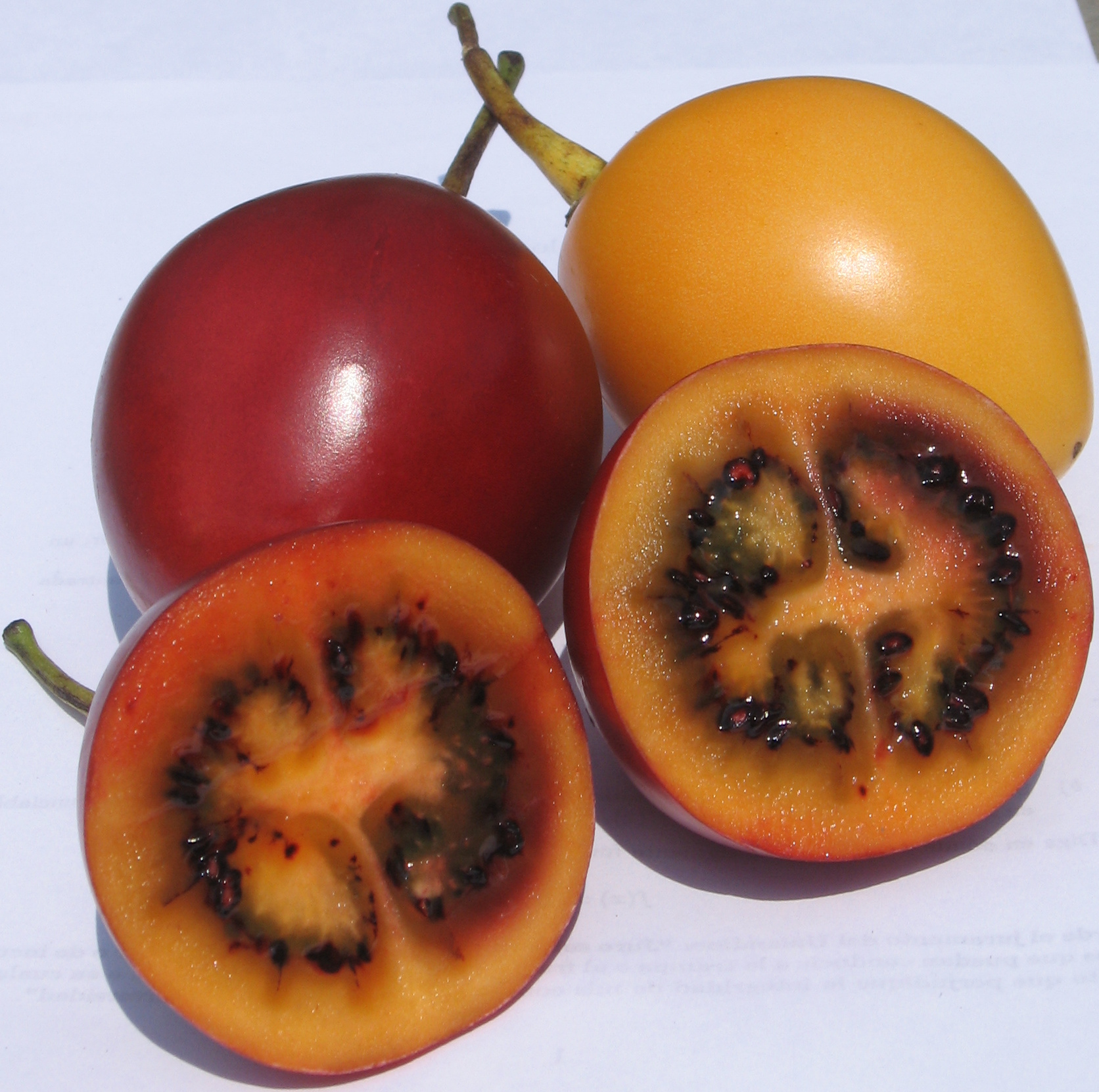
Томатное дерево или тамарильо (Solanum betaceum)
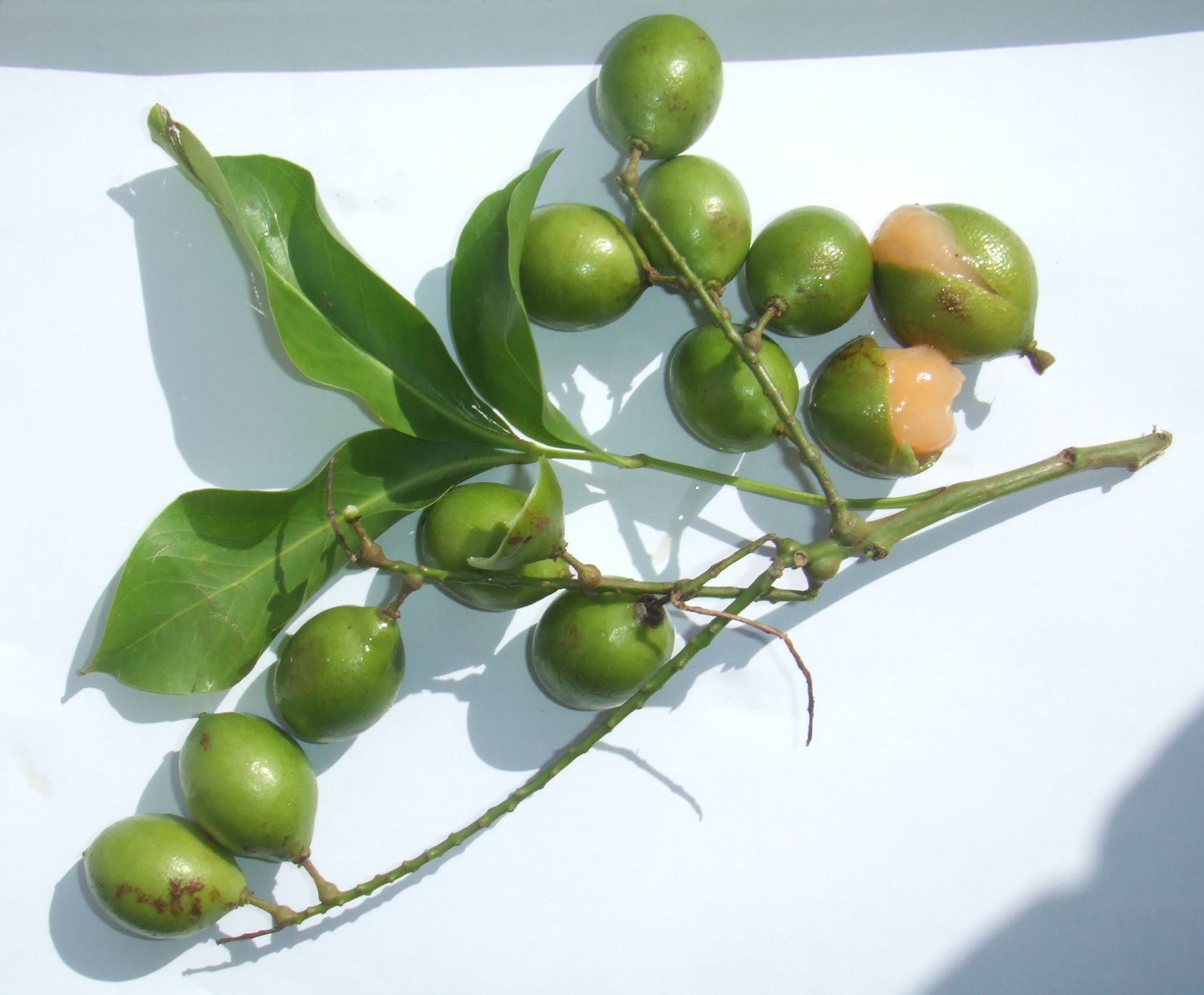
(Melicoccus bijugatus)
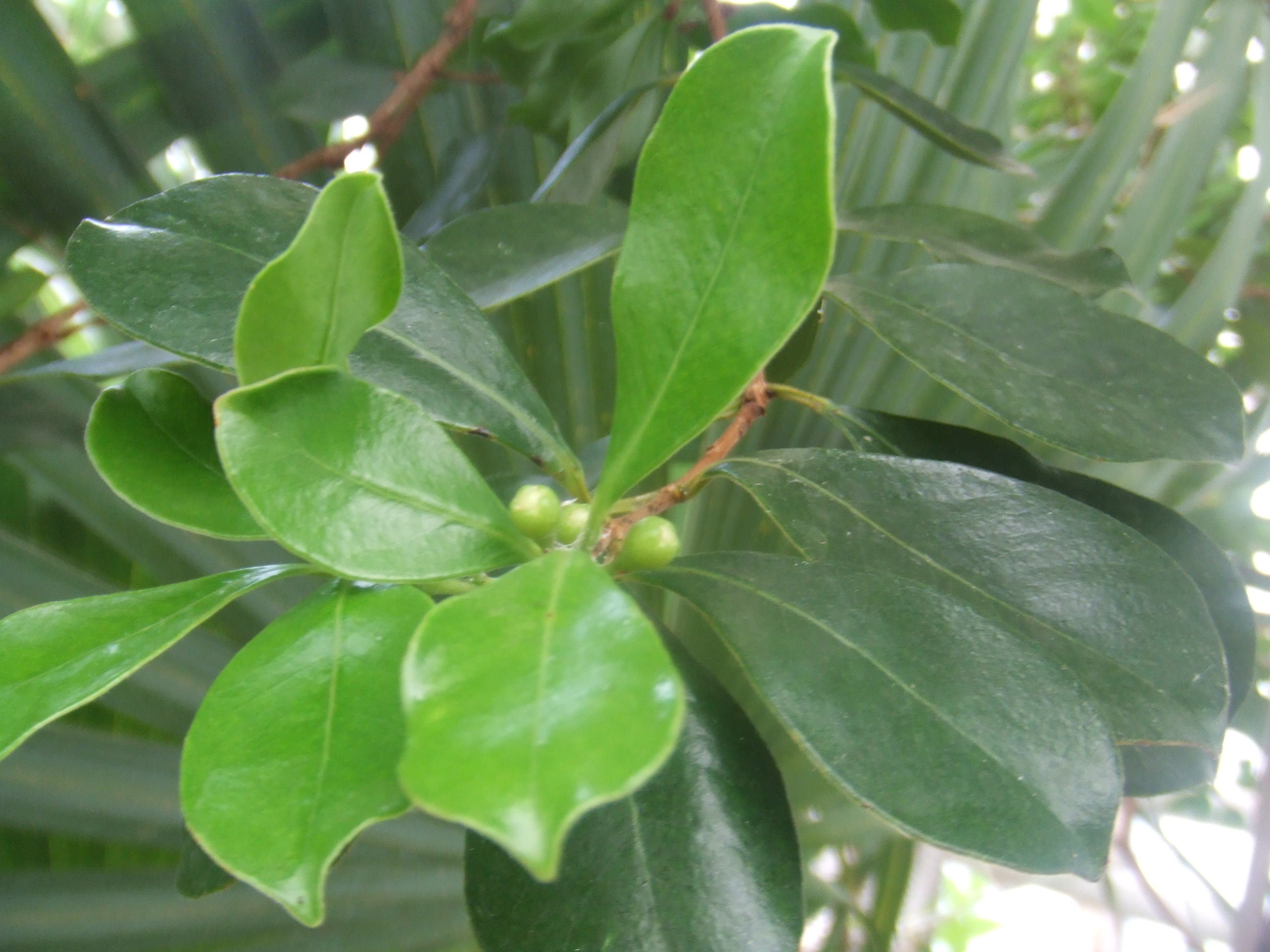
Гуайява (Psidium cattleianum)
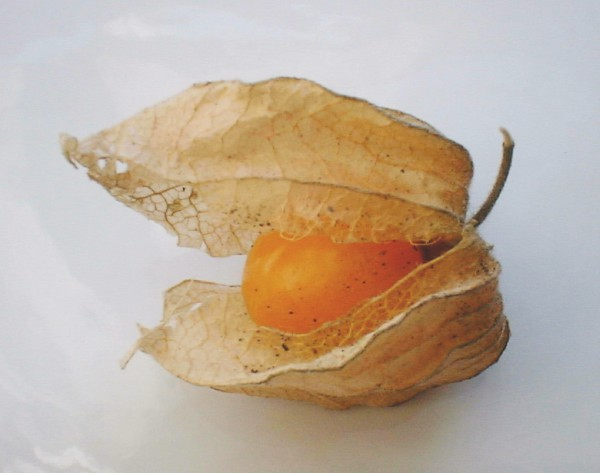
Учува или перуанская вишня (Physalis edulis)
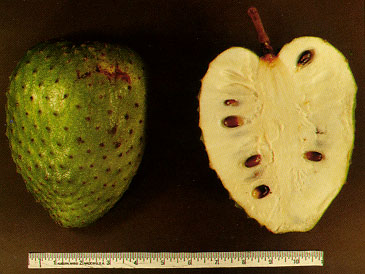
Аннона (Annona muricata)
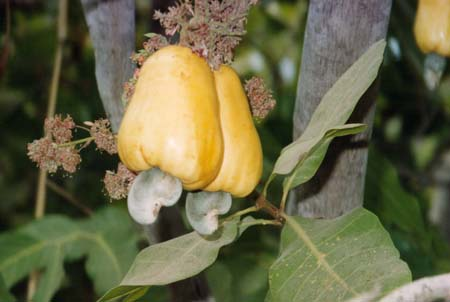
Кешью (Anacardium occidentale)
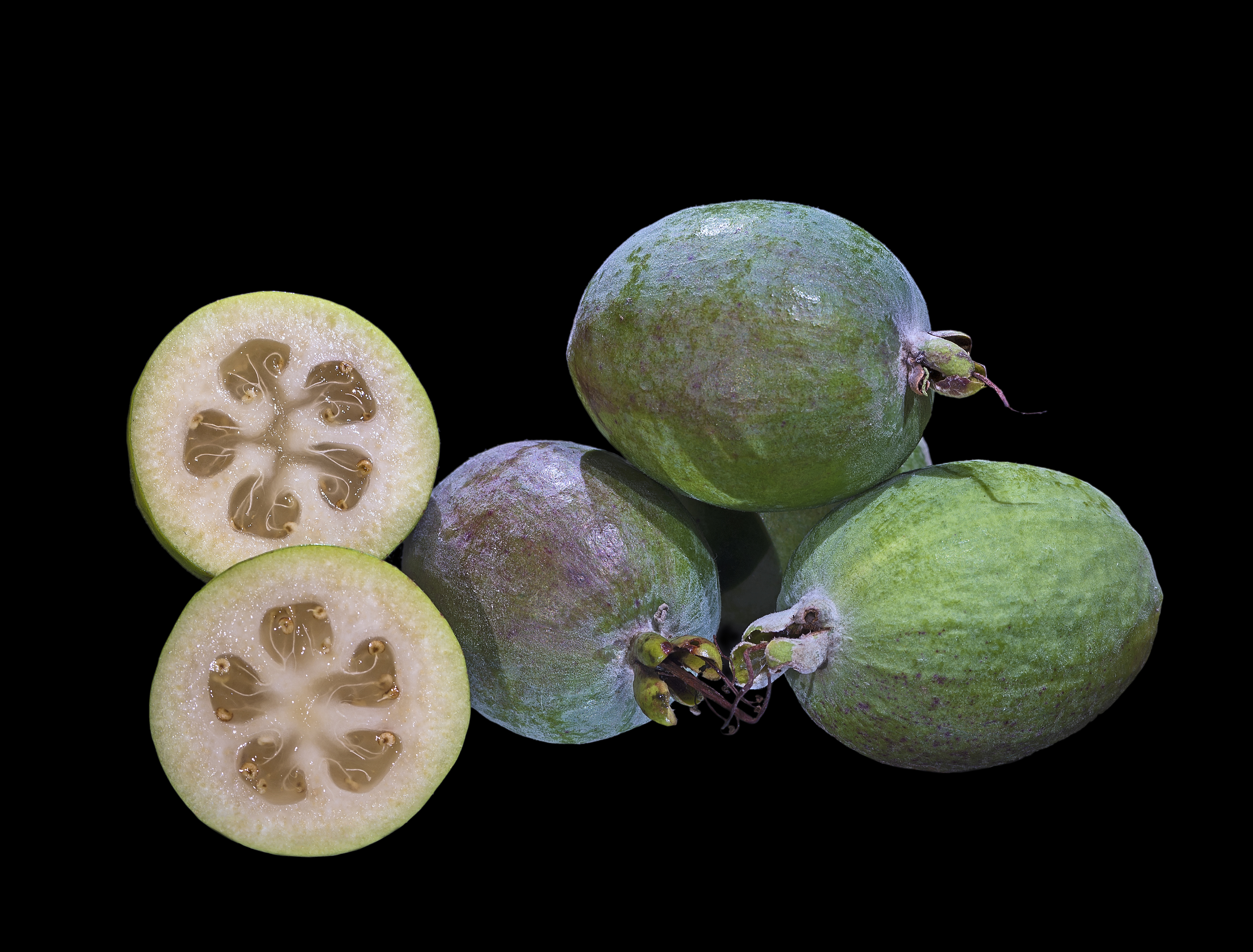
Фейхоа или Ананасная куайява (Acca sellowiana)
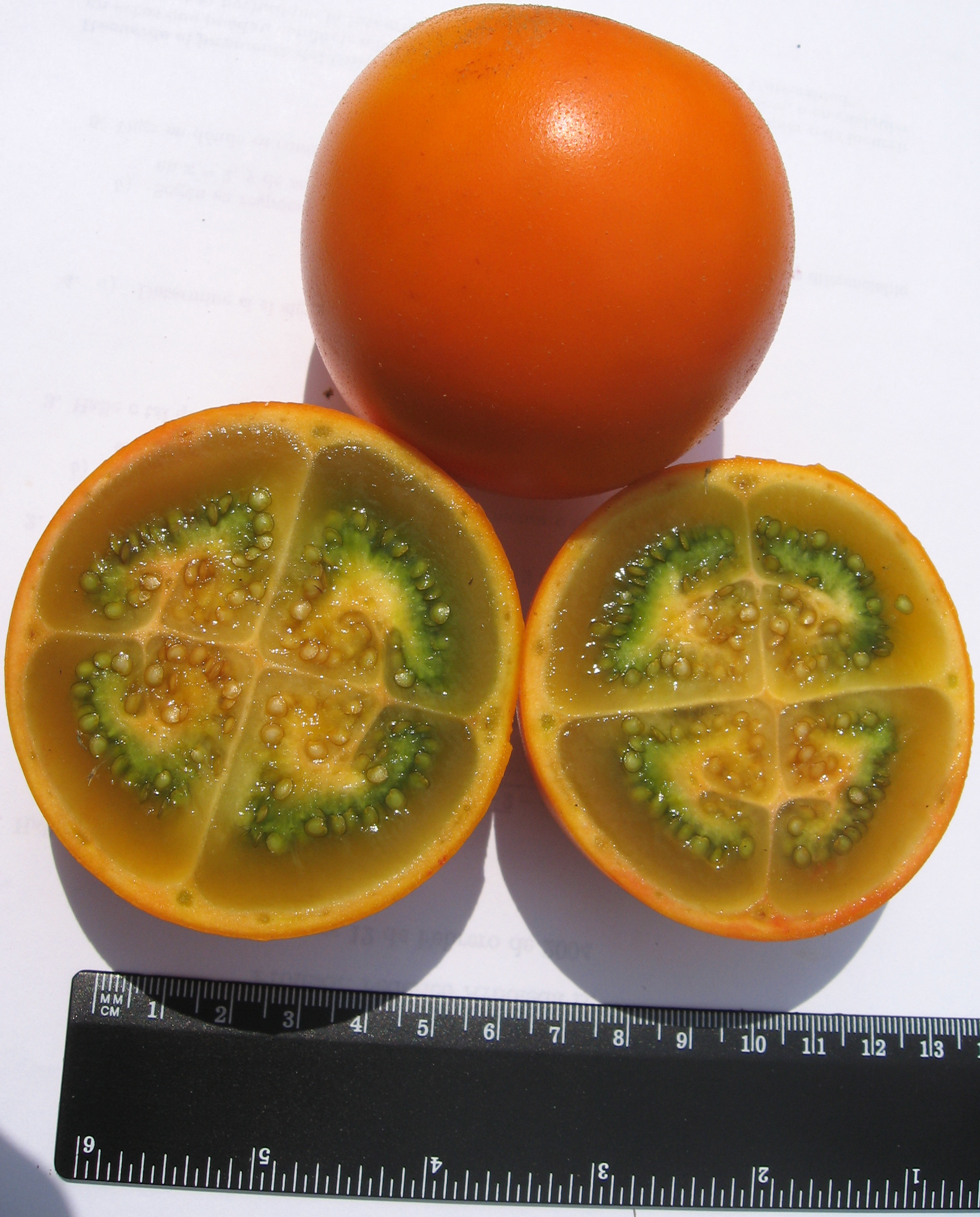
Наранхилья или паслён китосский (Solanum quitoense)
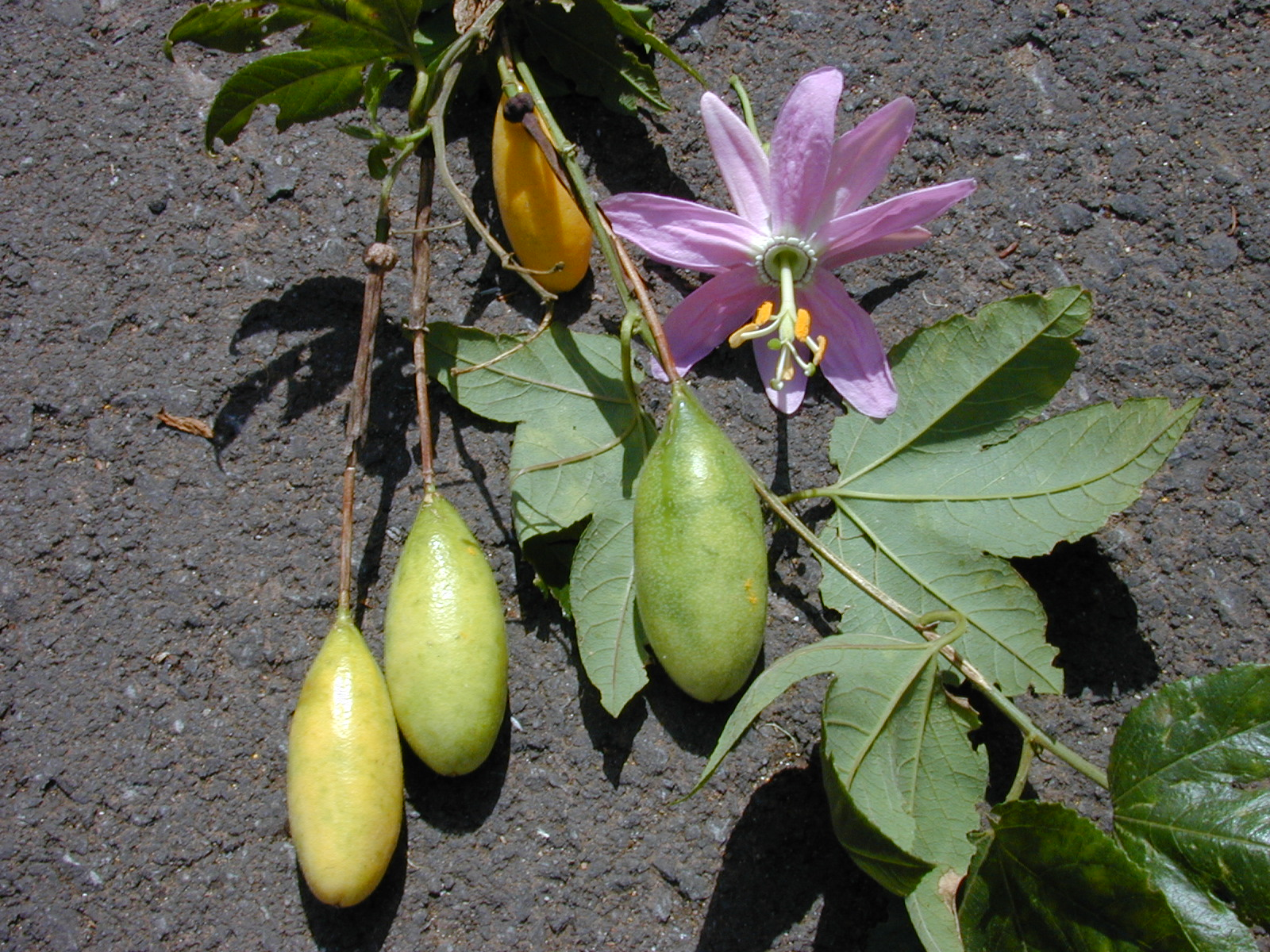
Куруба (Passiflora mollissima)
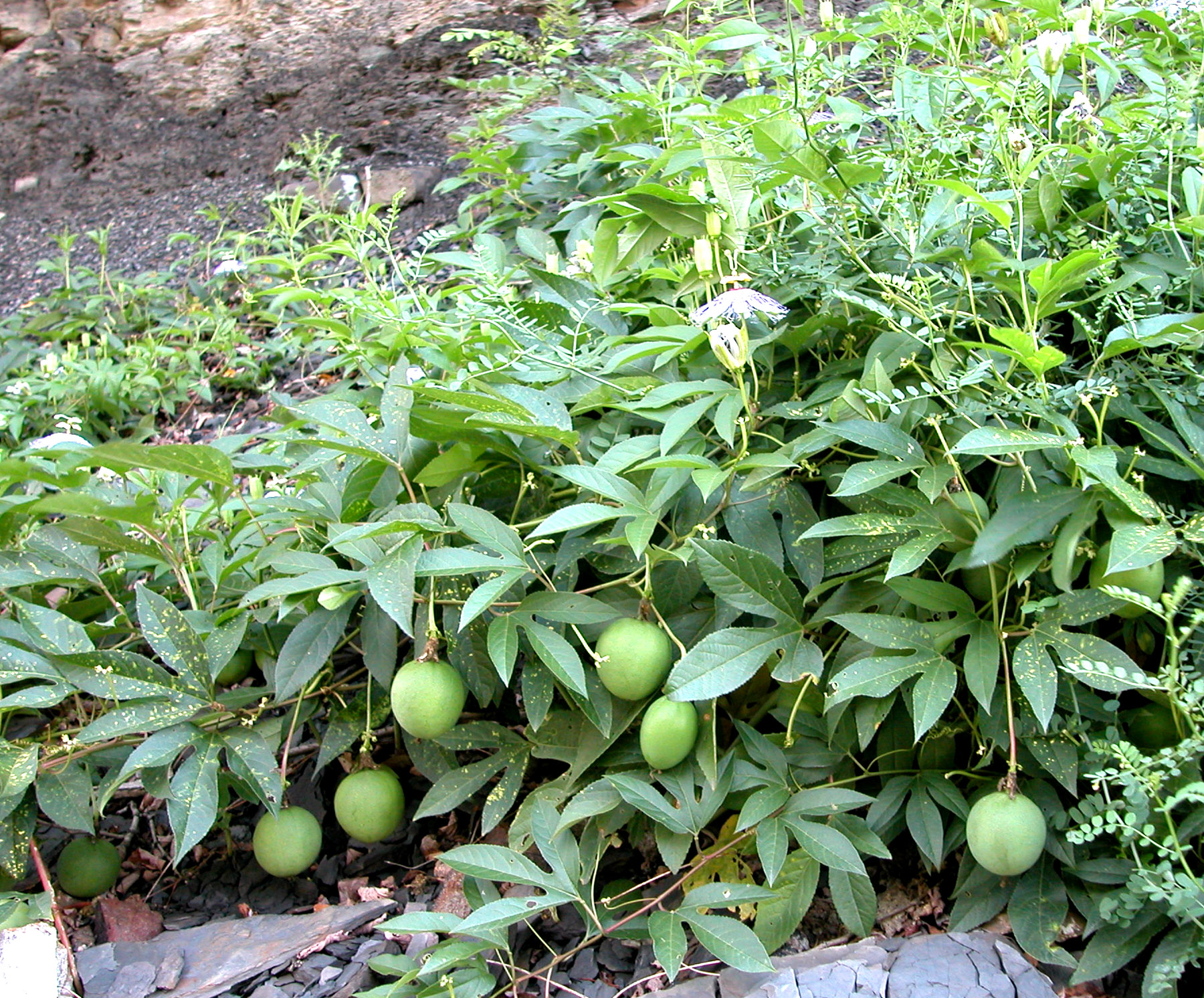
(Passiflora incarnata)
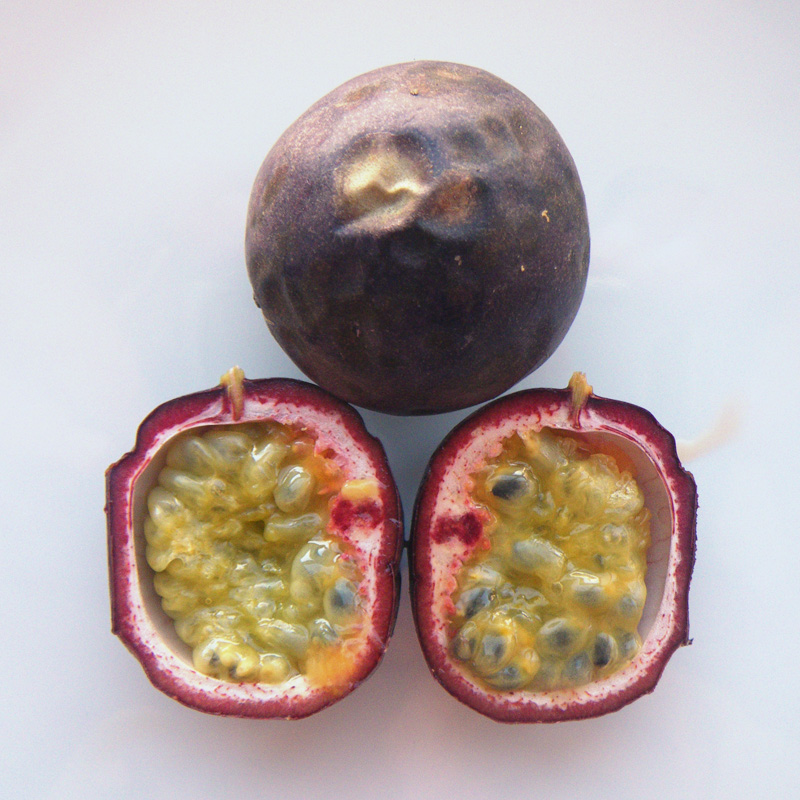
Маракуйя (Passiflora edulis)